# 투 나잇 스탠드
《투 나잇 스탠드》(영어: Two Night Stand)는 2014년 공개된 미국의 로맨틱 코미디 영화이다.

## 출연

### 주연
- 마일즈 텔러
- 애널리 팁튼
- 레븐 램빈

### 조연
- 제시카 스자르
- 스콧 메스쿠디
- 버토 콜론
- 브라이언 펫소스
- 조쉬 살라틴
- 크리스 콘로이
- 빅터 크루즈
- 톰 모리세이
- 제레미 리쉬

## 기타
- 공동제작: 에리카 햄슨
- 협력프로듀서: 엘리슨 지오글리
- 협력프로듀서: 웬디 제이콥슨
- 조감독: 킷 블랜드
- 미술: 몰리 휴즈
- 세트: 마이클 B. 루이스
- 세트: 마이클 B. 루이스
- 시각효과: 비코 샤라바니
- 헤어: 재클린 웨이스
- 헤어: 애슐리 폭스
- 의상: 에이미 로스
- 배역: 안젤라 타나카
- 배역: 바바라 제이. 맥카시
- 프로덕션매니저: 졸리언 브레빈스